# Callitris pancheri
Callitris pancheri — вид хвойних рослин з родини кипарисових (Cupressaceae). Місцем проживання цього виду є Нова Каледонія.